# Estergon Kalesi

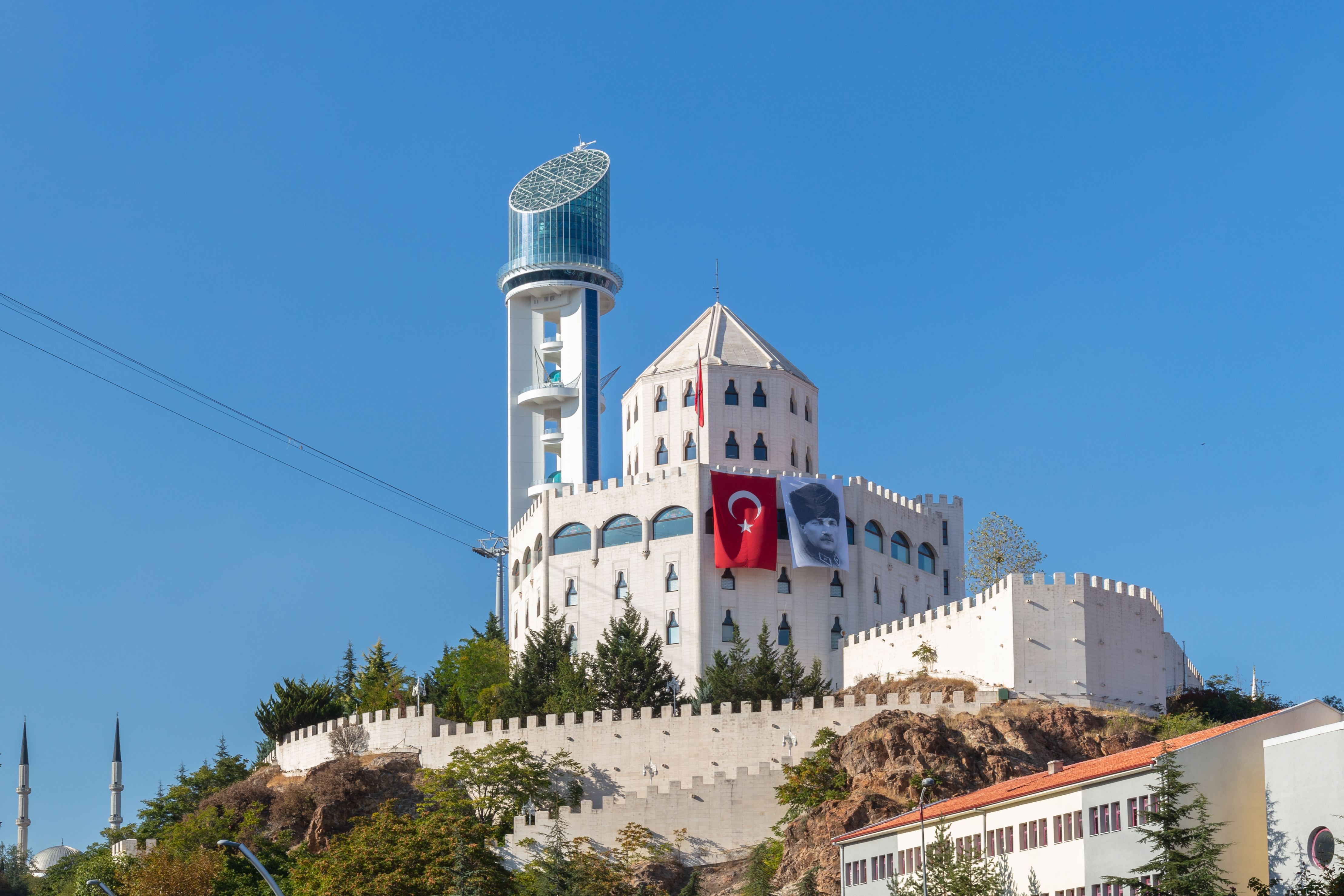
Estergon Kalesi

Az Estergon Kalesi Esztergom várának hasonmása és kulturális központ Ankara északi kerületében. Neve magyarul azt jelenti: Esztergom vára. Az egymillió lakosú Keçiören városrészben 2005 májusában adták át a kulturális központot, ami az egyik legfontosabb presztízsberuházásnak számított.
Az ankarai Estergon Kalesi építése hat évig tartott, és átszámítva több milliárd forintba került. Az ötemeletes, éttermeknek és bazársornak egyaránt otthont adó építménynél a Dunát egy mesterséges tó szimbolizálja, de kialakítottak egy közel 700 méter hosszú vízesést is. A hatalmas népünnepéllyel övezett megnyitón részt vett Recep Tayyip Erdoğan török miniszterelnök, valamint kabinetjének több tagja, illetve Esztergom város is képviseltette magát. A tervek szerint a turisztikai látványosságnak szánt kulturális központban alakítják majd ki a török nyelvű világ tárgyi emlékeit gyűjtő új Etnográfiai Múzeumot. Szó van arról is, hogy itt állítsák ki az esztergomi vár egykori török zászlóját is. A Japánban restaurált hat négyzetméteres lobogót Isztambulban mutatták be a nyilvánosságnak. A miniszterelnök, valamint Keçiören polgármestere, Turgut Altınok egyaránt azt hangsúlyozták, hogy Törökország büszkén és tisztelettel tekint vissza történelmére, így a Magyarországhoz fűződő különleges viszonyra is. Az esztergomi vár különleges szerepet tölt be a török köztudatban és kultúrában.
Estergon Kalesi címmel egy hajdanán janicsárindulóként használt, de ma is népszerű virágének született az esztergomi várról.